# Gérard Debaets
Pour les articles homonymes, voir Debaets.
Gérard Debaets, né le 17 avril 1898 à Heule et mort le 27 avril 1959 à North Haledon, est un coureur cycliste belge, naturalisé américain après sa carrière en 1944. Professionnel de 1924 à 1940, il remporte notamment le Tour des Flandres à deux reprises. Il s'illustre également dans les courses de six jours sur piste. 
Ses frères César, Gaston-Octave, Michel et Arthur furent également coureurs cyclistes.

## Palmarès sur route
- 1921
  - 2e de Tourcoing-Dunkerque-Tourcoing
- 1923
  - Tour des Flandres des indépendants
- 1924
  - Tour des Flandres
  - Paris-Arras
  - Critérium des Aiglons :
    - Classement général
    - 1re et 2e étapes

  - 2e de Paris-Bruxelles
  - 2e de Jemeppe-Bastogne-Jemeppe
  - 10e de Paris-Roubaix
- 1925
  -  Champion de Belgique sur route
  - Paris-Bruxelles
  -  2e de Bordeaux-Paris
  -  3e de Sclessin-Houffalize-Sclessin
- 1926
  - Bruxelles-Paris
- 1927
  - Tour des Flandres
  -  3e de Berlin-Cottbus-Berlin
- 1928
  -  2e du Critérium des As

## Palmarès sur piste

### Six Jours
- Six Jours de New York : 6 fois (1928, 1929, 1930 x2, 1933, 1934)
- Six Jours de Chicago : 4 fois (1928, 1930, 1933, 1934)
- Six Jours de Détroit : 2 fois (1927, 1934)
- Six Jours de Buffalo : 1 fois (1934)
- Six Jours de Philadelphie : 1 fois (1934)
- Six Jours de Montréal : 1 fois (1933)
- Six Jours de Toronto : 1 fois (1933)

### Autres
- 1924
  - Course à l'américaine à Reims: Brocco- Debaets devance Faudet-Toussaint[2]
- 1936
  -  Championnat des États-Unis de demi-fond